# Kardynałowie z nominacji Aleksandra VIII
Papież Aleksander VIII (1689–1691) mianował 14 nowych kardynałów na trzech konsystorzach:

## 7 listopada 1689
1. Pietro Ottoboni, prabratanek papieża, referendarz Obojga Sygnatur – kardynał diakon S. Lorenzo in Damaso (tytuł nadany 14 listopada 1689), następnie kardynał prezbiter S. Lorenzo in Damaso (26 czerwca 1724), kardynał biskup Sabiny (29 stycznia 1725), kardynał biskup Frascati (24 lipca 1730), kardynał biskup Porto e S. Rufina (15 grudnia 1734), kardynał biskup Ostia e Velletri (3 września 1738), zm. 29 lutego 1740

## 13 lutego 1690
Z wyjątkiem kardynała de Forbin Janson wszyscy nominaci otrzymali kościoły tytularne 10 kwietnia 1690
1. Bandino Panciatici, tytularny patriarcha Jerozolimy, datariusz papieski – kardynał prezbiter S. Tommaso in Parione, następnie kardynał prezbiter S. Pancrazio (8 sierpnia 1691), kardynał prezbiter S. Prassede (19 lutego 1710), zm. 21 kwietnia 1718
2. Giacomo Cantelmi, tytularny arcybiskup Cezarei – kardynał prezbiter Ss. Marcellino e Pietro, zm. 11 grudnia 1702
3. Ferdinando d’Adda, tytularny arcybiskup Amasei – kardynał prezbiter S. Clemente, następnie kardynał prezbiter S. Balbina (2 stycznia 1696), kardynał prezbiter S. Pietro in Vincoli (16 kwietnia 1714), kardynał biskup Albano (21 stycznia 1715), zm. 27 stycznia 1719
4. Toussaint de Forbin Janson, biskup Beauvais – kardynał prezbiter S. Agnese fuori le mura (tytuł nadany 10 lipca 1690), następnie kardynał prezbiter S. Callisto (28 września 1693), zm. 24 marca 1713
5. Giambattista Rubini, siostrzeniec papieża, sekretarz stanu, biskup Vicenzy – kardynał prezbiter S. Lorenzo in Panisperna, następnie kardynał prezbiter S. Marco (25 czerwca 1706), zm. 17 lutego 1707
6. Francesco del Giudice, kleryk Kamery Apostolskiej – kardynał prezbiter S. Maria del Popolo, następnie kardynał prezbiter S. Sabina (30 marca 1700), kardynał biskup Palestriny (12 lipca 1717), kardynał biskup Frascati (3 marca 1721), kardynał biskup Ostia e Velletri (12 czerwca 1724), zm. 10 października 1725
7. Giambattista Costaguti – kardynał prezbiter S. Bernardo alle Terme, następnie kardynał prezbiter S. Anastasia (12 listopada 1691), zm. 8 marca 1704
8. Carlo Bichi, audytor Kamery Apostolskiej – kardynał diakon S. Maria in Cosmedin, następnie kardynał diakon S. Agata in Suburra (22 grudnia 1693), zm. 7 listopada 1718
9. Giuseppe Renato Imperiali, skarbnik generalny Kamery Apostolskiej – kardynał diakon S. Giorgio in Velabro, następnie kardynał prezbiter S. Giorgio in Velabro (9 grudnia 1726), kardynał prezbiter S. Lorenzo in Lucina (20 stycznia 1727), zm. 15 stycznia 1737
10. Luigi Omodei, kleryk Kamery Apostolskiej – kardynał diakon S. Maria in Portico, zm. 18 sierpnia 1706
11. Giovanni Francesco Albani, sekretarz ds. Brewe Apostolskich – kardynał diakon S. Maria in Aquiro, następnie kardynał diakon S. Adriano (22 maja 1690), kardynał prezbiter S. Silvestro in Capite (30 marca 1700), od 23 listopada 1700 papież Klemens XI, zm. 19 marca 1721

## 13 listopada 1690
Kościoły tytularne zostały nadane obu nominatom 27 listopada 1690.
1. Francesco Barberini, audytor Kamery Apostolskiej – kardynał diakon S. Angelo in Pescheria, następnie kardynał prezbiter  S. Bernardo alle Terme (6 maja 1715), kardynał prezbiter S. Prassede (11 maja 1718),  kardynał biskup Palestriny (3 marca 1721), kardynał biskup Ostia e Velletri (1 lipca 1726), zm. 17 sierpnia 1738
2. Lorenzo Altieri, protonotariusz apostolski – kardynał diakon S. Maria in Aquiro, następnie kardynał diakon S. Nicola in Carcere (8 czerwca 1707), kardynał diakon S. Agata in Suburra (14 listopada 1718), kardynał diakon S. Maria in Via Lata (24 lipca 1730), zm. 3 sierpnia 1741